# Ryszard Pisarski (piosenkarz)
Ryszard Pisarski (ur. 30 marca 1939 w Warszawie) – polski piosenkarz.

## Życiorys
Urodził się w Warszawie. W 1946 roku przeprowadził się wraz z rodzicami do Piastowa. 
Karierę sceniczną rozpoczął w 1957, zaś w 1959 zajął II miejsce w konkursie dla piosenkarzy amatorów zorganizowanym przez rozgłośnię Polskiego Radia w Poznaniu (I miejsce zajęła Wiesława Drojecka). Następnie dokonał serii nagrań radiowych. Od jesieni 1957 występował w Studiu Piosenkarskim Władysława Szpilmana, a następnie w Telewizyjnym Teatrze Piosenki, którego głównym reżyserem był Adam Hanuszkiewicz. Występował także w audycji radiowej Podwieczorek przy mikrofonie. W latach 1957–1960 współpracował z Agnieszką Osiecką.
Od 1960 roku koncertował na polskim Wybrzeżu. Do popularnych piosenek z repertuaru Ryszarda Pisarskiego należał między innymi utwór pt. Czy tutaj mieszka panna Agnieszka (tekst: Emanuel Schlechter, muzyka: Henryk Wars).
Karierę estradową zakończył w połowie lat 90. XX wieku i zamieszkał w Bornym Sulinowie.
Piosenki Ryszarda Pisarskiego znalazły się między innymi na płytach składankowych wydanych nakładem wydawnictwa Teddy Records w ramach Serii Muzyczne Sentymenty cz. 16 i 18 oraz płycie Władysław Szpilman – Portret Muzyczny VOL.2.